# داني بارانوسكي
داني بارانوفسكي مواليد 5 أبريل (1984) المعروف أيضًا باسم داني بي أو باسم شركة dB Soundworks هو ملحن موسيقى إلكترونية أمريكي بعمل بتأليف الموسيقى بشكل رئيسي للأفلام المستقلة والألعاب المستقلة
أسس شركته الخاصة لبيع موسيقاه والترويج لها يشتهر بتأليفه موسيقى ألعاب مثل Canabalt ٫ Crypt of the NecroDancer ٫ super meat boy the binding of Isaac كما ساهم في الموسيقى التصويرية لإعادة إصدار لعبة Amplitude عام 2016
يعمل بتأليف الموسيقي بشكل أساسي للأفلام المستقلة والألعاب المستقلة .  أسس شركة صوتيات باسم (dB Soundworks) لانتاج وترويج موسيقاه

## قائمة اغانيه
| العنوان     | تفاصل الالبوم                                      |
| ----------- | -------------------------------------------------- |
| dannyBsides | - سنة الاصدار: ديسمبر 1, 2017 - الصيغة: تحميل رقمي |

### الأعمال الموسيقية
| السنة | الاسم                                           | النوع      | ملاحظات                                                                    |
| ----- | ----------------------------------------------- | ---------- | -------------------------------------------------------------------------- |
| 2009  | Cortex Command                                  | لعبة فيديو | ضمن ملفات اللعبة، تم وسم بعض المقاطع الموسيقية بأنها من تأليف dBSoundworks |
| 2010  | كانابال                                         | لعبة فيديو |                                                                            |
| 2010  | Gravity Hook HD                                 | لعبة فيديو |                                                                            |
| 2010  | Gravity Hook                                    | لعبة فيديو |                                                                            |
| 2010  | Once Upon A Pixel – KOOPA                       | سلسلة ويب  |                                                                            |
| 2010  | GLORG                                           | لعبة فيديو |                                                                            |
| 2010  | Super Meat Boy                                  | لعبة فيديو |                                                                            |
| 2010  | Das Cube                                        | لعبة فيديو |                                                                            |
| 2010  | Hey Ash, Whatcha Playin'? (نهائي الموسم الثاني) | سلسلة ويب  |                                                                            |
| 2010  | Steambirds                                      | لعبة فيديو |                                                                            |
| 2010  | Anthony Saves the World                         | سلسلة ويب  |                                                                            |
| 2010  | Blush                                           | لعبة فيديو |                                                                            |
| 2010  | Time Donkey                                     | لعبة فيديو |                                                                            |
| 2011  | Friday (نسخة NES الضائعة)                       | لعبة فيديو |                                                                            |
| 2011  | Singularity Collapse                            | فيلم قصير  |                                                                            |
| 2011  | The Binding of Isaac                            | لعبة فيديو |                                                                            |
| 2011  | Cave Story 3D/Cave Story+                       | لعبة فيديو |                                                                            |
| 2011  | سوبر ميت بوي (الإصدار الخاص)                    | لعبة فيديو |                                                                            |
| 2012  | Parallax                                        | فيلم قصير  |                                                                            |
| 2012  | AVGM (Blooba Doop Scooba)                       | لعبة فيديو |                                                                            |
| 2013  | The Adventures of Dash                          | لعبة فيديو |                                                                            |
| 2013  | Desktop Dungeons                                | لعبة فيديو | بالتعاون مع غرانت كيركهوب                                                  |
| 2015  | Crypt of the NecroDancer                        | لعبة فيديو |                                                                            |
| 2016  | Rocky                                           | لعبة فيديو |                                                                            |
| 2016  | Amplitude                                       | لعبة فيديو | ألّف المقطع الموسيقي "Crypteque (1-2)"                                      |
| 2017  | Bombernauts                                     | لعبة فيديو |                                                                            |
| 2017  | Crypt of the NecroDancer: AMPLIFIED             | لعبة فيديو | محتوى إضافي (DLC) للعبة                                                    |
| 2019  | Cadence of Hyrule                               | لعبة فيديو |                                                                            |
| 2023  | Industries of Titan                             | لعبة فيديو |                                                                            |
| 2025  | Rift of the NecroDancer                         | لعبة فيديو |                                                                            |

## المسيرة المهنية
تعرّف بارانوفسكي لأول مرة على موسيقى ألعاب الفيديو في عام 2001، عندما أصبح عضوًا في مجتمع ريمكس الألعاب عبر الإنترنت "OverClocked ReMix". في ذلك الوقت، كان بارانوفسكي يأمل أن يصبح ملحنًا للأفلام.
عندما أرسل آدم سالتزمان، الذي طور لاحقًا لعبة كانابال، نسخة غير مكتملة من Gravity Hook إلى بارانوفسكي، والتي كان من المقرر أن تظل خالية من الموسيقى، قرر بارانوفسكي كتابة مقطوعة موسيقية لها على أي حال. وعندما أرسل "Track A" إلى سالتزمان، انبهر الأخير بها. بعد الانتهاء من موسيقى Gravity Hook، قام سالتزمان بتقديم بارانوفسكي إلى إدموند مكميلن، والذي ألّف له لاحقًا الموسيقى التصويرية للعبتي Super Meat Boy وThe Binding of Isaac.
شارك في تأليف موسيقى لعبة Desktop Dungeons مع غرانت كيركهوب، كما ألّف الموسيقى الكاملة للعبة Crypt of the NecroDancer.
انتقل بارانوفسكي من موطنه الأصلي في أريزونا إلى فانكوفر، كولومبيا البريطانية للعمل لدى مطور الألعاب المستقلة Brace Yourself Games، حيث ألّف موسيقى ألعابهم Industries of Titan وCadence of Hyrule.

## الاستقبال
وصف روري يونغ من موقع Game Rant بارانوفسكي بأنه "موهوب بشكل مذهل" بسبب عمله على لعبة Super Meat Boy.

## وصلات خارجية
- الموقع الرسمي لـ dB Soundworks نسخة محفوظة 2020-09-25 على موقع واي باك مشين.
- صفحة Bandcamp
- صفحة IMDb
- صفحة VGMdb